# Le Pin de Murelet
Le Pin de Murelet (o Lo Pin Murelet) és un municipi del departament francès de l'Alta Garona, a la regió d'Occitània.